# Momignies
Momignies ist eine Gemeinde im Süden der belgischen Provinz Hennegau.
Sie grenzt an gleich drei französische Départements: Aisne (02), Ardennes (08) und Nord (59). An der Staatsgrenze verläuft großteils das Flüsschen Artoise. Hier entspringt auch das Flüsschen Anor, das hier Eau d’Anor genannt wird, nach Frankreich übersetzt und dort in de Oise einmündet. Im Osten grenzt Momignies an die belgische Gemeinde Chimay.
Die Gemeinde umfasst die Orte Macon, Momignies, Monceau-Imbrechies, Macquenoise, Beauwelz, Forge-Philippe und Seloignes.

## Persönlichkeiten
- Willy Mairesse (1928–1969), Autorennfahrer